# Замоскворечие (район на Москва)
Замоскворечие е административен район на Централен окръг в Москва.